# حجت‌الله شکیبا
حجت‌الله شکیبا (زادهٔ ۱۳۲۸، گرگان) نقاش هایپر رئالیست و عکاس ایرانی است. موضوع اغلب نقاشی‌های شکیبا، تاریخ ایران است.

## زندگی
شکیبا به سالِ ۱۳۲۸ در محلّهٔ باغشاه گرگان به دنیا آمد. پدرش، میرزا محمود، عکاس بود و در حدود سال‌های ۱۳۲۰ اولین عکاسی الکتریکی را در شهر گرگان تأسیس کرده بود. میرزا محمود دستی هم در نقاشی داشت. به این ترتیب بود که حجت‌الله از کودکی با نقاشی و عکاسی آشنا شد.
شکیبا دورهٔ دبیرستان را در مدرسهٔ ایرانشهر گرگان گذراند. سپس به هنرستانی در تهران رفت و تحت نظر استادانی چون مقیمی تبریزی، غلامحسین نامی و… تعلیم دید. پس از آن تحصیلات خود را در دانشکده هنرهای زیبای دانشگاه تهران ادامه داد.
در یکی از نقاشی‌هایش از یک اسکناس یک تومانی، شیوهٔ اجرا، استفاده از رنگ‌های پخته و سایه‌روشن‌ها چنان دقیق و به عکس نزدیک بود که او را درزمرهٔ نقاشان هایپر رئالیست قرار داد. اولین نمایشگاه او با عنوان «اسکناس‌های شکیبا» که در گالری سیحون در سال ۱۳۵۵ برگزار شد، او را به جامعه هنری ایران معرفی کرد.

## همکاری باعلی حاتمی
آشنایی و همکاری شکیبا با علی حاتمی به پیش از انقلاب بازمی‌گردد. آیدین آغداشلو که با سبک و شیوهٔ کار شکیبا آشنایی داشت، او را به علی حاتمی معرفی کرد. این آشنایی به همکاری فیلمساز و نقاش در سال‌های بعد منجر شد.
در هزاردستان تابلوی شهر قدیم مشهد، در کمال‌الملک بازسازی تمام تابلوهای کمال‌الملک از جمله تالار آینه، در دلشدگان پرتره‌ای از لیلا حاتمی از آثار حجت‌الله شکیبا هستند که این آخری در حراج کریستی لندن به فروش رفت.

## شدونا
«شدونا» (به انگلیسی: Shadona) عنوان عکسی از حجت شکیباست که در ونکوور کانادا گرفته شده. نام آن ترکیبی از واژهٔ مدونا (مریم عذرا) و Shadow به معنای سایه است و ترکیب آن را می‌توان به «سایهٔ مریم» ترجمه کرد. این اثر الهام‌بخش شکیبا در خلق مجموعه آثار سال‌های اخیرش بوده‌است. او در مورد چگونگی خلق این اثر می‌گوید: «این عکس را در یک‌نیمه شب بهاری از بلندیهای مشرف به شهر ونکور کانادا گرفته‌ام. انعکاس نورهای ساختمان‌ها در آب آنقدر زیبا بود که مرا واداشت در آن لحظه متوقف شوم و عکسی بگیرم، چیزی که تعجب من را برانگیخت زمانی دیگر بود که تصویر را بزرگ شده می‌دیدم، گویی شاهد دیدن یک اثر مدرن هستم که ریشه در آثار هنری کلاسیک دارد.»

## نمایشگاه‌ها
تاکنون نمایشگاه‌های متعددی از آثار شکیبا در ایران و جهان برگزار شده‌اند:
- نمایشگاه‌های گالری سیحون و گالری مهرشاد (۱۳۵۵)
- نمایشگاه بال، سوئیس (۱۳۵۶)
- نمایشگاه انفرادی لندن (۱۳۵۸)
- نمایشگاه انجمن فرهنگی ایتالیا (فرهنگ‌سرای نیاوران)، موزه هنرهای معاصر تهران، نمایشگاه نقاشان منظره ساز (فرهنگ‌سرای نیاوران) (۱۳۶۵)
- نمایشگاه نقاشان ایران (فرهنگ‌سرای نیاوران)، نمایشگاه نقاشان و مجسمه‌سازان، پارک دانشجو (هفته جنگ) برنده جایزه اول ـ نمایشگاه نقاشان ۵۲ کشور (مکه) موزه هنرهای معاصر تهران، جایزه اول نقاشان، نمایشگاه آسیایی بنگلادش، نمایشگاه گالری سیحون (۱۳۶۶)
- نمایشگاه گالری سیحون (۱۳۶۷)
- نمایشگاه گالری سیحون (۱۳۶۷)
- گالری سیحون، نمایشگاه نقاشان ایران (نمایشگاه‌های بین‌المللی تهران) ـ چهره‌پردازان ایران (موزه هنرهای معاصر، تهران) ـ نمایشگاه دوسالانه نقاشان (موزه هنرهای معاصر تهران)، نمایشگاه‌های مختلف اصفهان، مشهد و گرگان. (۱۳۷۰)
- نمایشگاه کریستی لندن (۱۳۷۴)
- گالری خانه فرهنگ و هنر گویا (۱۳۹۶)
- فرهنگسرای نیاوران (۱۳۹۸)
- نمایشگاه انفرادی ونکور کانادا ـ نمایشگاه‌های مختلف آمریکا، دبی

و..(۱۳۷۸)

## آثار منتشرشده
1. نقاشی‌های شکیبا (با مقدمه دکتر جواد مجابی)
2. مجموعه سه رنگ عشق
3. مجموعه نرگس خاتون
4. مجموعه ایرانشهر
5. کتاب خیام
6. شاهنامه فردوسی
7. مثنوی
8. کتاب ایراندخت
9. نقش عکس در هنر ایران
10. دیوان حافظ.
11. کارت‌های تبریک، پوسترها و تقویم‌هایی که از سال ۱۳۷۰ تا ۱۳۸۶ منتشر شده.
12. آرتمیس، بانوی پارسی
13. کتاب عکاسی، در این کتاب نمونه‌هایی از آثار و سوابق عکاسی شکیبا آمده و بخشی از کتاب هم به عکس «شدونا» تعلق دارد.
14. سلوک